# Стюарт Волтер Лаудун-Шенд
Майор Стюарт Волтер Лаудон-Шанд VC (8 жовтня 1879 — 1 липня 1916) — британський кавалер Хреста Вікторії (VC), найвищої та найпрестижнішої нагороди за доблесть перед обличчям ворога, якою можуть бути нагороджені британські сили та сили Співдружності націй. Він був посмертно нагороджений VC за свої дії під час атаки поблизу французького села Фрікур у день відкриття битви на Соммі.

## Раннє життя
Стюарт Волтер Шанд народився 8 жовтня 1879 року на Цейлоні і був одним із десяти дітей Джона Шанда, плантатора чаю, та його дружини Люсі (уродженої Лоусон). Обидва його батьки були родом із Шотландії. Сім'я, багата завдяки торгівлі чаєм, пізніше переїхала до Південного Лондона. Вони жили в Далвіч, де всі хлопчики сім'ї навчалися в Далвічський коледж. Стюарт відзначився в спорті, особливо в крикет. Його брат, Ерік, пізніше представляв Шотландію в регбі-юніон.

## Південна Африка
Шанд працював у банку, коли в 1899 році в Південній Африці спалахнула Друга англо-бурська війна. Він зголосився до Лондонського шотландського полку Британської армії, але не був розглянутий для служби в Південній Африці через свій вік. Він перейшов до Пембрукський йоменський полк і був направлений до його 9-го батальйону, і з ними зміг взяти участь у війні. Досягнувши звання ланс-капрал, його служба закінчилася в 1901 році, але він залишився в Південній Африці, працюючи в торговій компанії в Порт-Елізабет. Він поїхав через кілька років, щоб зайняти посаду на Цейлоні, на місці свого народження, як торговець чаєм, його батько сприяв забезпеченню йому цієї ролі.

## Перша світова війна
З початком Першої світової війни Лаудон-Шанд, як він став відомий після зміни свого прізвища за декларацією про зміну імені, поїхав до Англії, щоб зголоситися на службу в Британській армії. Він був призначений лейтенантом і направлений до 10-го батальйону Йоркширського полку. Наступні кілька місяців він провів на тренуваннях у регіоні Суррей з батальйоном, а в червні 1915 року був підвищений до капітана.
10-й батальйон прибув на Західний фронт у вересні 1915 року в складі 62-ї бригади, 21-ї дивізії. Незабаром після цього він брав участь у битві при Лоосі. Втрати в батальйоні в результаті його ролі в битві були такими, що в грудні Лаудон-Шанд був підвищений до тимчасового майора і отримав командування ротою. Наступного березня він був поранений, але перебував поза передовою лише кілька днів.
На 1 липня 1916 року, день відкриття битви на Соммі, 62-й бригаді було поставлено завдання забезпечити район навколо села Фрікур, яке утримували німці. Рота Лаудон-Шанда була частиною другої хвилі атак, яка послідувала за початковим штурмом, що розпочався о 7:30 ранку. Перед обличчям сильного кулеметного вогню його люди не хотіли просуватися зі своїх траншей. Щоб заохотити їх до просування, він стрибнув на парапет траншеї і, незважаючи на небезпеку від кулеметного вогню, закликав і заохочував своїх людей до просування. Незабаром він був поранений, але залишився на передовій і продовжував закликати своїх людей до просування, поки не помер від ран. За свої дії він був рекомендований до Хреста Вікторії (VC). VC, заснований у 1856 році, був найвищою нагородою за доблесть, яку міг отриматисолдата Британської імперії. Цитата звучить так:
«За найвидатнішу хоробрість. Коли його рота спробувала перелізти через парапет, щоб атакувати ворожі траншеї, вони зустріли дуже сильний кулеметний вогонь, який тимчасово зупинив їхній наступ. Майор Лаудон-Шанд негайно стрибнув на парапет, допоміг людям перелізти через нього і всіляко заохочував їх, поки не впав смертельно поранений. Навіть тоді він наполіг на тому, щоб його підперли в траншеї, і продовжував заохочувати унтер-офіцерів і солдатів, поки не помер». — «Лондонська газета», 8 вересня 1916 року
Втрати серед роти Лаудон-Шанда були великими, і до кінця дня 94 зі 122 чоловіків, які розпочали атаку, були поранені або вбиті.
Лаудон-Шанд похований на Норфолкському цвинтарі Комісії військових поховань Співдружності в Бекордель-Бекур, поблизу Сомми. Його ім'я є серед тих, що вказані на Військовому меморіалі Далвічського коледжу, і на меморіалі Лаудон-Шанда на Західному Норвудському цвинтарі.

## Медалі
VC Лаудон-Шанда був вручений його батькові королем Георгом V на церемонії в Букінгемський палаці 31 березня 1917 року. VC, разом із його службовими медалями з Першої світової війни та Другої англо-бурської війни, деякий час зберігалися в його родині, доки їх не придбав Лорд Ешкрофт у 2005 році. Вони виставлені в галереї лорда Ешкрофта в Імперський воєнний музей, Лондон.